# Arres
Arres est une commune espagnole du Val d'Aran dans la province de Lérida en Catalogne. Elle est formée des villages d'Arres de Jos (chef-lieu), Arres de Sus et Era Bordeta.

## Géographie
Le territoire de la municipalité s'étend sur 11,53 km2 à l'ouest du Val d'Aran. Les villages d'Arres de Jos et Arres de Sus sont sur la rive droite de la Garonne et celui d'Era Bordeta sur la rive gauche.

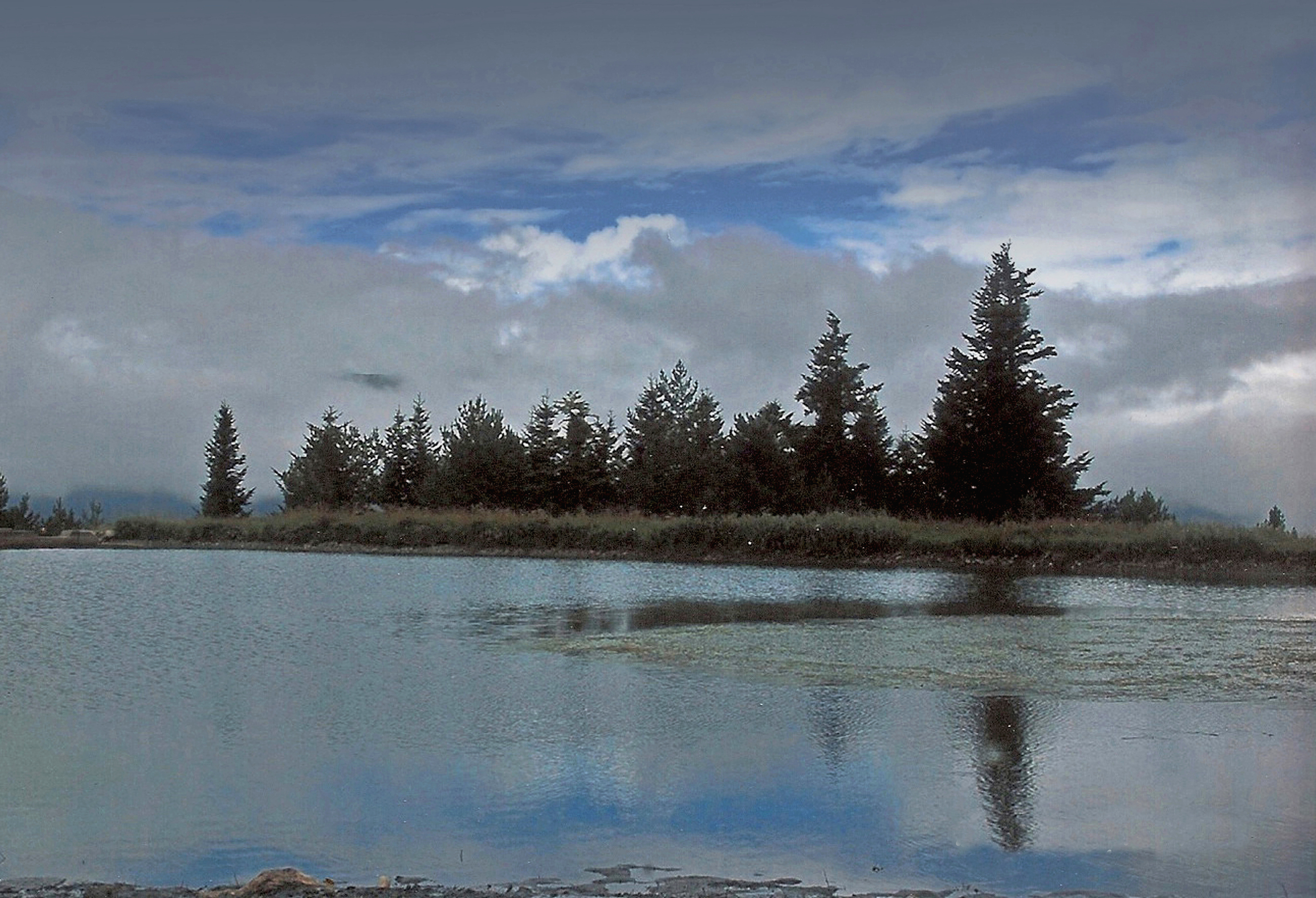
Réservoir d'Arres.

### Communes limitrophes
|                             | Bossòst |  |
| Bagnères-de-Luchon (France) | Arres   |  |
| Es Bòrdes                   | Vilamòs |  |

Les communes limitrophes d'Arres sont Bossòst au nord, Bagnères-de-Luchon (France) à l’ouest, Es Bòrdes au sud-ouest et Vilamòs au sud.

## Histoire
L'histoire de ce village remonte à l'époque médiévale, et il a été influencé par la culture aragonaise. Les habitants ont traditionnellement vécu de l'agriculture et de l'élevage, exploitant les ressources naturelles de la région. 

## Économie
L'économie est essentiellement agricole (élevage). Il existe une mine de plomb et de zinc (galène et sphalérite), la mine Victòria, qui fut la plus importante de la vallée. L'exploitation commença en 1907 et dura jusqu'en 1953, produisant jusqu'à 80 tonnes de minerai brut par jour et employant 100 à 150 personnes.

## Lieux et monuments
- Église romane Saint-Fabien. De style roman primitif, elle date des XIe et XIIe siècles, ce qui en fait un des monuments les plus anciens de la vallée. Les murs de la nef et du chœur sont convergents. L'abside est ornée d'arcatures lombardes et d'une frise en dents de scie. Le mur ouest porte un haut clocher-mur qui conserve sa cloche. Encastrée dans le mur, une stèle funéraire romaine en marbre blanc, percée d'un oculus, portant trois bustes de personnages sous un arc circulaire, est placée horizontalement.
- Église romane Saint-Pierre.
- Église romane Saint-Jean, en mauvais état, près du cimetière commun aux deux villages d'Arres de Jos et Arres de Sus[2].

## Festivités
- Fête locale d'Arres, le 29 août.